# Марковская (Авксентьевский сельсовет)
Марковская — деревня в Усть-Кубинском районе Вологодской области.
Входит в состав Богородского сельского поселения (с 1 января 2006 года по 9 апреля 2009 года была центром Авксентьевского сельского поселения), с точки зрения административно-территориального деления — центр Авксентьевского сельсовета.
Расстояние до районного центра Устья по автодороге — 72 км, до центра муниципального образования Богородского по прямой — 14 км. Ближайшие населённые пункты — Андреевская, Кузнечеевская, Шадрино, Петряевская, Максимовская, Беловская.
По переписи 2002 года население — 128 человек (65 мужчин, 63 женщины). Преобладающая национальность — русские (94 %).